# Bartolomeo Ambrosini
Bartolomeo Ambrosini (* 1588 in Bologna; † 3. Februar 1657 ebenda) war ein italienischer Arzt und Botaniker.

## Leben
Bartolomeo Ambrosini wurde 1588 als Sohn von Agostino Ambrosini in Bologna geboren. Er studierte bis 1610 an der Universität Bologna Philosophie und Medizin und hatte ab 1612 einen Lehrstuhl (zunächst für Logik, später für Medizin) am «Studium» von Bologna inne. Im Jahre 1619 ging er dazu über, Botanik zu unterrichten, weshalb ihm die Sorge für den Botanischen Garten der Universität, den Garten der Heilkräuter, übertragen wurde.

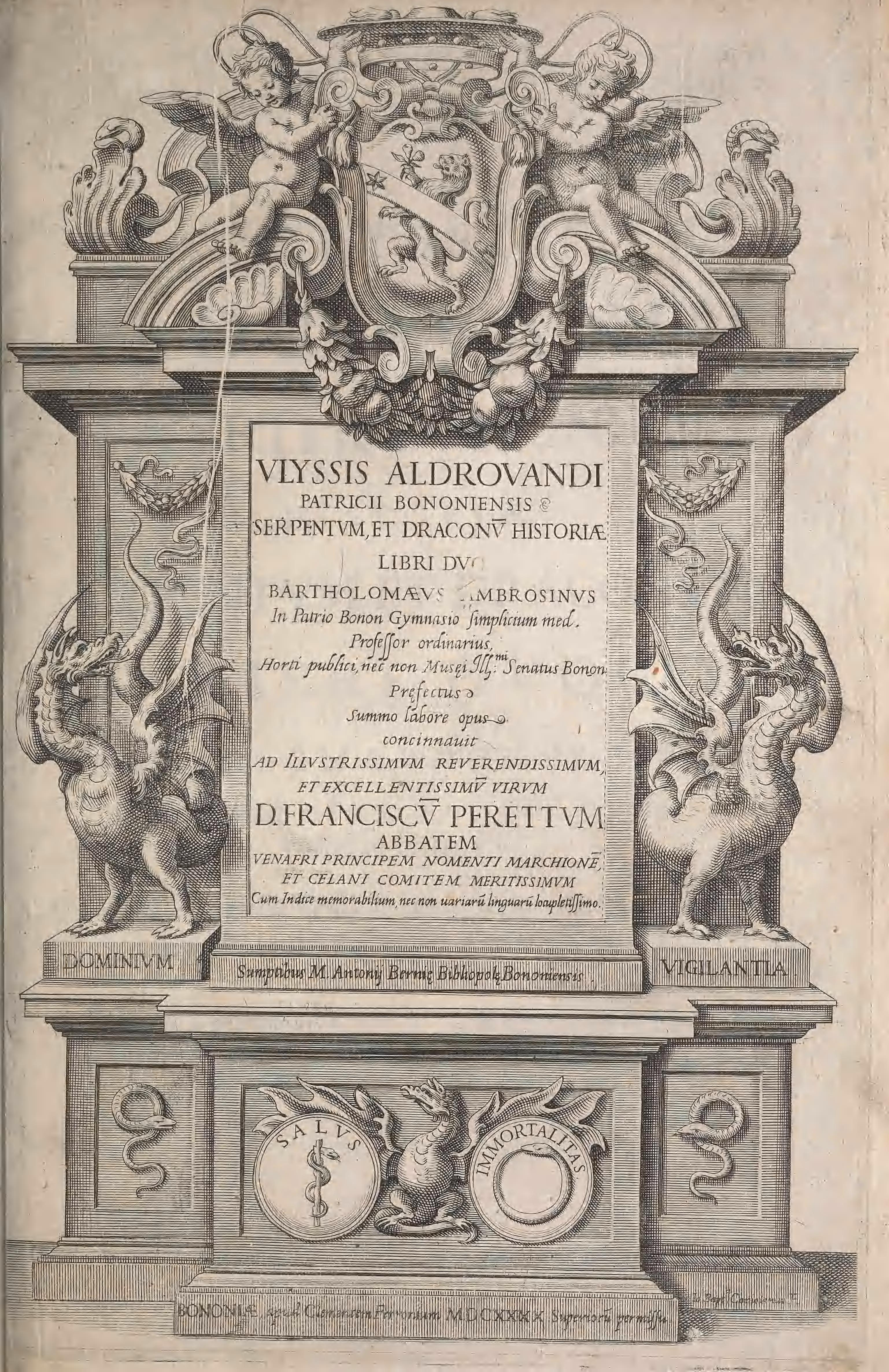
Titelseite Serpentum et draconum historiae libri duo von Aldrovandi herausgegeben von Bartolomeo Ambrosini 1639

Außerdem ist der Name Ambrosini mit der Veröffentlichung verschiedener Werke des Ulisse Aldrovandi verknüpft, die bis dahin nur handschriftlich existierten. In seiner, dem Kardinal Bernardino Spada gewidmeten, Panacea beschreibt er die nach Heiligen benannten Pflanzen und veranschaulicht deren Heilkräfte mit besonderem Bezug auf die schreckliche Pestepidemie, die damals in Norditalien wütete. Dem Werk ist eine kurze Darstellung einiger Arten des Paprika (Capsicum) beigefügt, der damals noch als eine exotische Pflanze galt, da er erst kurze Zeit zuvor aus den Tropen Amerikas nach Europa gelangt war.

## Werke
- Panacea ex herbis quae a sanctis denominantur concinnata. Bologna 1630
- De Capsicorum Varietate cum suis Iconibus, brevis Historia. Bologna 1630
- Modo e facile preserva e Cura di Peste, a beneficio del Popolo di Bologna. Bologna 1631
- Theorica medica in tabulas veluti digesta. Bologna 1632
- De quadrupedibus digitatis viuiparis libri tres und De quadrupedibus digitatis ouiparis libri duo. Bologna 1637; 1645 (Digitalisat)
- Paralipomena accuratissima historiae omnium animalium quæ in voluminibus Aldrouandi desiderantur. Bologna 1642 (Digitalisat) (Digitalisat)
- De pulsibus. Bologna 1645
- Musaeum metallicum in libros 4 distributum. Bologna 1648 (Digitalisat)
- De externis Malis Opusculum. Bologna 1656

Als Herausgeber
- Ulisse Aldrovandi: Serpentum, et draconum historiae libri duo. Bologna 1639 (Digitalisat)
- Ulisse Aldrovandi: Monstrorum historia. Bologna 1642 (Digitalisat)